# Klášter Neuzelle
Klášter Neuzelle je cisterciácký klášter v Neuzelle v zemském okrese Odra-Spréva na hranicích Dolní Lužice a Braniborska. Neuzelle se nachází na cyklostezce Odra-Nisa, jedná se o místo s klenotnicemi s barokním klášterním komplexem, muzeem, elegantními hotely a restauracemi a pivovarem. Klášterní muzeum ukazuje pašijová vyobrazení Svatého hrobu, která jsou v Evropě jedinečná. Prohlídka pivovaru je nabízena každý den ve 13:00 (bez předchozí registrace). Místo stojí za delší zastávku nebo prodlouženou cyklistickou přestávku.

## Historie
Klášter byl založen roku 1268 míšeňským markrabětem Jindřichem Jasným a jako prvotní konvent byli povoláni mniši z kláštera Altzella. Základ klášterního majetku poskytl fundátor a jeho vdova Alžběta z Maltitz. Roku 1303 však oblast připadla Askáncům. Poté v polovině 14. století zde krátce vládli Wittelsbachové a po nich nastoupili Lucemburkové.
Dne 1. března 1396 v klášteře náhle zemřel mladý vévoda Jan Zhořelecký – mladší nevlastní bratr českého krále Václava IV. Soudobé historické prameny neskrývají podezření, že byl otráven – podezření přitom padlo na moravského markraběte Jošta (J. Spěváček); není však možno vyloučit, že v pozadí předpokládané vraždy byl sám Václav IV., který Jana koncem ledna 1396 zbavil úřadu zemského hejtmana Českého království. A tak se z domnělého útočiště v lucemburských dynastických sporech klášter stal pro Jana Zhořeleckého místem nenadálého skonu.

## Současnost
V roce 2018 byla obnovena klášterní komunita. Nový konvent tvoří šestice bratrů z rakouského kláštera Heiligenkreuz. V čele komunity stojí jako převor P. Simeon. Klášter je prostým převorstvím, tedy je závislý na svém mateřském klášteře.